# Su-30MKI戰鬥機
Su-30MKI戰鬥機（北約代號：側衛-H）是俄羅斯蘇霍伊公司所開發的一種多用途雙座戰鬥機。該型是發展自蘇-30"M"型戰鬥機，主要由俄羅斯和印度生產使用。現時Su-30MKI服役於印度空軍，是印度空軍的主力戰機。
Su-30MKI是俄語Су-30МКИ的拉丁轉寫。МКИ是модернизированный, коммерческий, индийский的縮寫，意思是印度的現代化商業版。
在2000年10月，印俄兩國簽署諒解備忘錄，確定印度可按照俄方的許可下生產140架Su-30MKI戰鬥機。第一架俄製Su-30MKI戰鬥機在2002年交付印度空軍，而印度自行組裝的Su-30MKI則於2004年服役。除此之外，印度首架完全按照俄方技術人員的指示和完全採用本國材料製造的Su-30MKI則於2011年試飛。
Su-30MKI戰鬥機是蘇霍伊公司按照印度要求和情況設計的一種Su-30戰鬥機，其採用了許多先進技術，尤其是推力矢量發動機，無源電子掃描陣列雷達等。德國工業調查雜誌更曾發表評論稱，Su-30MKI是世界最好的戰鬥轟炸機。
據傳媒報道，印度空軍完成了布拉莫斯-A超音速巡弋飛彈與Su-30MKI的整合工作。這無疑將為Su-30MKI提高戰鬥力。

## 設計
Su-30系列戰機是從Su-27戰機的基礎上研製而成，而Su-30MKI則是蘇霍伊公司專門為印度設計的一款。其中第一個字母"M"代表「现代化」、"K"代表「商业」、"I"代表印度。

### 機動性
Su-30MKI採用了AL-31FP推力矢量發動機，發動機的噴口可以向上向下15度的方向調整，令到Su-30MKI能夠進行許多的高空難度動作，成為超機動的戰機之一。
除此之外，Su-30MKI亦採用了鴨翼的設計，鴨翼的特點是將水平穩定面放在主翼前面，令到主翼上方能夠產生渦流，提高失速攻角，加之配合AL-31FP推力矢量發動機的驅動下，使Su-30MKI能夠輕易做出許多高難度動作。

### 雷達
Su-30MKI機頭採用了N011M被動式電子掃描陣列雷達。這是一種功能強大的多模雙頻雷達。它可以在空對空、空對地與空對海情況中同時運作，N011M擁有400公里的搜索範圍與最大200公里的跟蹤範圍。

### 航電設備
Su-30MKI戰機上裝有OLS-30紅外探測系統，它可以根據目標的紅外輻射源搜索、探測和跟蹤空中目標。OLS-30檢測範圍可達90公里，而雷射測距儀則是3.5公里。
同時Su-30MKI亦配備了以色列製的LITENING吊艙，用於負責為激光制導導彈和炸彈的定位和瞄準。

## 使用国
- 印度
  - 印度空軍

## 事故
- 2009年4月30日，印度空军一架苏-30MKI战斗机在完成空中射击训练之后坠毁，机上领航员遇难。事故调查显示，该机坠毁的原因是飞行员误按了机上的电力供应关闭按钮，导致战机突然失控。

- 2009年11月30日，印度空军一架苏-30MKI在拉贾斯坦邦西南地区失控坠毁，两名飞行员成功弹射逃生，事故由战斗机燃油系统起火导致。

- 2011年12月13日，印度空军一架苏-30MKI在印度西部城市浦那坠毁，机上两名飞行员成功弹射逃生，事故原因系战机飞行控制系统故障。

- 2013年2月19日，印度空军一架苏-30MKI战机在Fist演习中坠毁，两名飞行员成功弹射逃生，坠机系战机右侧机翼在飞行中突然爆炸导致。

- 2014年10月14日，印度空军一架苏-30MKI战斗机在印度西部城市浦那坠毁，机上两名飞行员弹射出舱后获救。事故调查显示，该起事故由弹射系统故障导致，两名飞行员在毫不知情的情况下“被”弹射出舱，战机随后失控坠毁。

- 2015年5月19日，印度空军一架苏-30MKI战斗机在从阿萨姆邦的提斯普尔空军基地起飞后失联，该机后来被发现坠毁在阿萨姆邦西北部山区，机上飞行员成功弹射逃生，事故由战机技术故障导致。

- 2017年3月15日，印度空军一架苏-30MKI战机在拉贾斯坦邦附近坠毁，机上两名飞行员成功弹射逃生。

- 2017年5月23日，印度空军一架苏-30MKI战斗机当天上午10：30从位于阿萨姆邦的提斯普尔空军基地起飞40分钟后从雷达中消失坠毁。两名飞行员死亡。

- 2018年6月27日，印度斯坦航空公司一架刚组装完毕的苏30MKI在试飞期间坠毁，两名飞行员都安全弹射跳伞死里逃生。据当地警察消息，这架苏30从印度斯坦航空公司机场起飞，升空不久之后就发生了坠机事故。

- 2019年8月8日，印度空军一架苏-30MKI战斗机在阿萨姆邦坠毁，飞行员弹射逃生和受傷[4]。

- 2023年1月28日，印度空军一架苏-30MKI战斗机与一架幻影2000战斗机在中央邦坠毁，苏-30MKI机上两名飞行员跳伞成功，幻影2000机上一名飞行员死亡

## 技術規格（Su-30MKI）
参考资料：阿穆爾河畔共青城加加林飛機製造廠,和蘇霍伊公司
基本信息
- 机组：2

性能
- 续航时间：3.75 小時 (空中加油時 ，最多十小時)
- 推重比：1.00 (裝載重量56％的內部燃油)
- 極限： +9 g

武器

- 機炮： 1 × 30毫米GSh-30-1機炮

- 空對空導彈：

- 10 × AA-12飛彈
- 10 × 阿斯特拉導彈
- 6 × R-27ER（AA-10C）
- 6 × R-27ET（AA-10D）
- 2 × R-27飛彈
- 2 × R-27T（AA-10B）
- 6 × R-73飛彈
- 3 × K-100空對空導彈

- 空對地導彈：

- 3 × Kh-59
- 3 × Kh-59
- 4 × SS-N-25飛彈
- 1 × 布拉莫斯飛彈
- 3 × 布拉莫斯-M飛彈
- 1 × 無畏巡航導彈
- 6 × Kh-31飛彈
- 6 × Kh-29
- 4 × S-8火箭吊艙
- 4 × S-13火箭吊艙

- 炸彈：

- 8  × KAB-500L激光制導炸彈
- 3  × KAB-1500L激光制導炸彈
- 8  × FAB-500T重力炸彈
- 28 × OFAB-250-270重力炸彈
- 32 × OFAB-100-120重力炸彈
- 8 × RBK-500集束炸彈

### 資料來源
1. ↑  . 2012-01-08  [2015-04-17]. （原始内容存档于2015-04-16）.
2. ↑  . 2015-02-13  [2015-04-17]. （原始内容存档于2019-02-18）.
3. ↑  . 2012-01-08  [2015-04-17]. （原始内容存档于2015-09-23）.
4. ↑  . www.hkcna.hk.   [2019-08-13]. （原始内容存档于2019-08-13）.
5. ↑  "Sukhoi Su-30MK2" KNAAPO. Retrieved: 30 September 2012.
6. ↑  "Su-30MK Aircraft performance page." 的存檔，存档日期2011-07-16. Sukhoi. Retrieved: 1 January 2015.

### 外部連結
- 官方網站